# 菲綠磯塘鱧
菲綠磯塘鱧（学名：Eviota prasina），又名蔥綠磯塘鱧，为鰕虎科磯塘鱧屬下的一个种。

## 扩展阅读
- 維基物種上的相關：菲綠磯塘鱧